# Droga A360 (Rosja)
Droga federalna A360 «Lena» (ros. Федеральная автомобильная дорога А360 «Лена») – droga samochodowa we wschodniej części Rosji, łącząca Jakucję z Koleją Transsyberyjską i BAM-em. Nazywana jest także Magistralą Amursko-Jakucką (ros. Амуро-Якутская автомобильная дорога lub Амуро-Якутская автомагистраль). Długość drogi wynosi 1212 km; budowana etapami od 1925 do 1964. W związku z ostatnią reformą numeracji sieci drogowej w Rosji, w 2010 r. trasa otrzymała numer A360. Poprzedni numer – M56 – funkcjonował równolegle do końca 2017 roku.
Ważniejsze miejscowości na trasie (w kolejności od południa do północy):
- Niewier (Kolej Transsyberyjska)
- Tynda (BAM)
- Bierkakit
- Czulman
- Ałdan (główny ośrodek bogatego w surowce mineralne rejonu Jakucji)
- Tommot
- Niżnij Biestiach (leży nad Leną naprzeciw Jakucka)

W Niżnim Biestiachu, droga ta łączy się z Traktem Magadańskim prowadzącym do Magadanu na wybrzeżu Morza Ochockiego, o 2032 km na zachód (odległość drogowa).

## Trasa
- 0 km – Niewier koło Skoworodina
- 39 km – Sołowjowsk
- 170 km – Tynda
- 320 km – Nagornyj
- 436 km – Czulman
- 683 km – Ałdan
- 762 km – Tommot
- 950 km – Ułu
- 1212 km – Niżnij Biestiach
- 1235 km – Jakuck

## Niedogodności trasy
Droga przebiega przeważnie po terenach wiecznej zmarzliny. Nawierzchnia asfaltowa istnieje tylko na niewielkich odcinkach w rejonie Tyndy, Nieriungri i Ałdanu. Istnieją odcinki, na których nie ma zupełnie utwardzonej nawierzchni, a w okresie topnienia śniegu (maj – początek czerwca) staje się trudno przejezdna. W 2006 r. droga została uznana za jedną z najbardziej niebezpiecznych dróg świata.
W 2012 roku rozpoczęła się przebudowa. Arteria została wybrukowana w 2014 roku.
Główną wadą drogi jest brak stałej przeprawy (mostu) nad rzeką Ałdan. Latem funkcjonuje osobowo-towarowy prom, zimą (grudzień – kwiecień) – przeprawa po lodzie, w okresie lodowych pływów i zamarzania połączenie jest możliwe tylko drogą powietrzną a w ostatnich latach – poduszkowcem. Budowa mostu kolejowo-drogowego w ramach budowy Amursko-Jakuckiej magistrali kolejowej wielokrotnie opóźniała się i nie rozpoczęła się do tej pory.